# Волково (Сумская область)
Волково (укр. Вовкове) — село, Колядинецкий сельский совет, Липоводолинский район, Сумская область, Украина. Код КОАТУУ — 5923282603. Население по переписи 2001 года составляло 16 человек.

## Географическое положение
Село Волково находится между сёлами Марьяновка и Костяны (1 км). По селу протекает пересыхающий ручей с запрудой.